# Rue de Cotte
La rue de Cotte est une voie située dans le 12e arrondissement de Paris, en France.

## Situation et accès
La rue de Cotte est une voie publique située dans le nord-ouest du 12e arrondissement de Paris. Orientée globalement nord-nord-est/sud-sud-est, elle débute au sud au 91, rue de Charenton et se termine au nord au 126, rue du Faubourg-Saint-Antoine, à la limite entre les 12e et 11e arrondissements, au débouché de la rue Crozatier. Elle est longue de 310 m et large de 9,74 m.
Les numéros d'immeubles débutent au sud, sur la rue de Charenton, et croissent en se dirigeant vers le nord, vers la rue du Faubourg-Saint-Antoine. Comme d'usage à Paris, lorsqu'on remonte la rue, les numéros impairs sont situés à gauche et les numéros pairs à droite.
Du sud au nord, la rue de Cotte est traversée ou rejointe par les voies suivantes :
- nos 1 et 2 : rue de Charenton ;
- nos 9 bis-11 et 10-10bis : rue Emilio-Castelar (à gauche) et place d'Aligre (à droite) ;
- nos 17-19 et 10bis-12 : rue Théophile-Roussel (à gauche) et place d'Aligre (à droite) ;
- nos 37 et 28 : rue du Faubourg-Saint-Antoine et rue Crozatier (à droite).

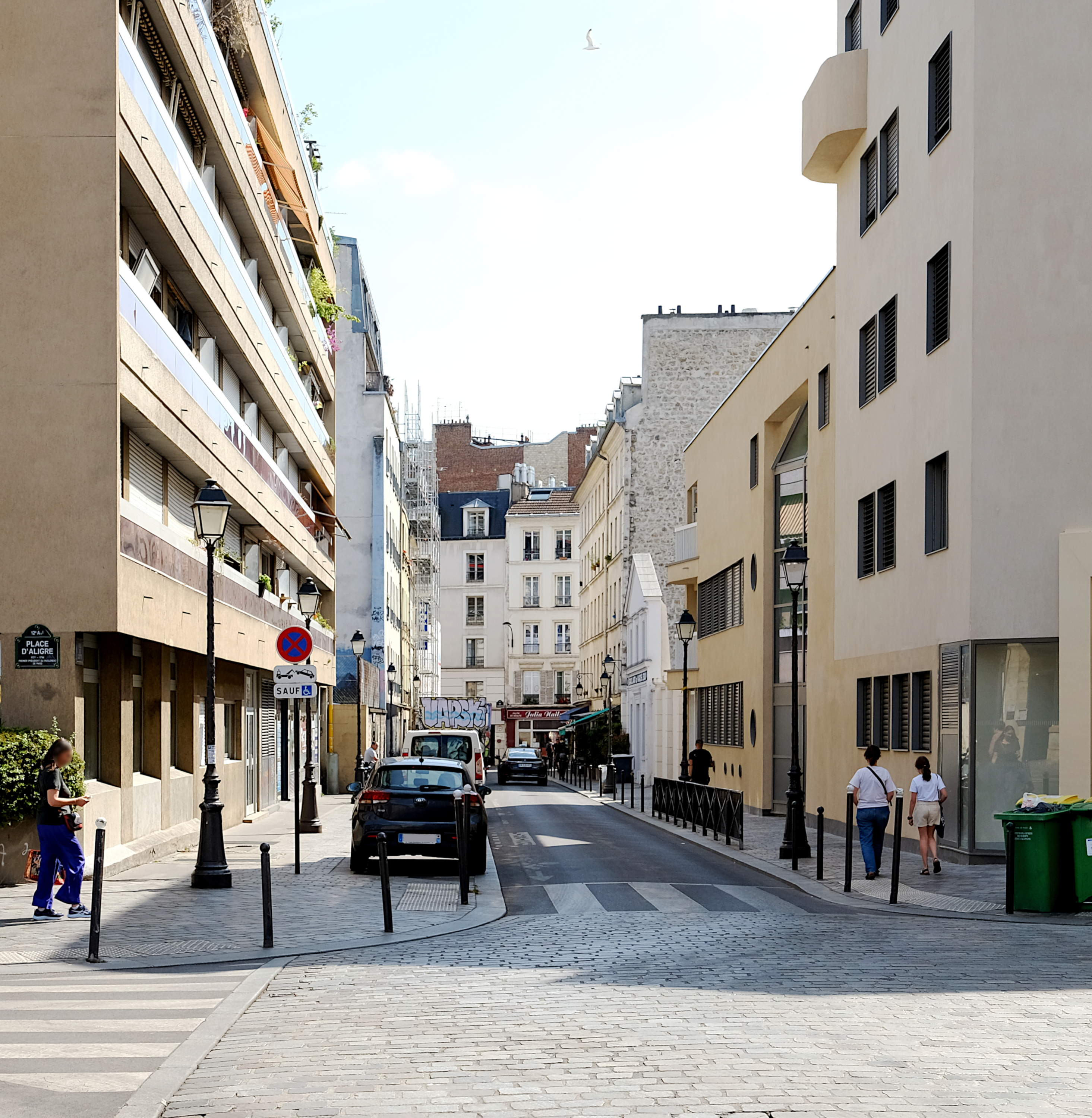
Vers la rue de Charenton depuis la rue Emilio-Castelar.
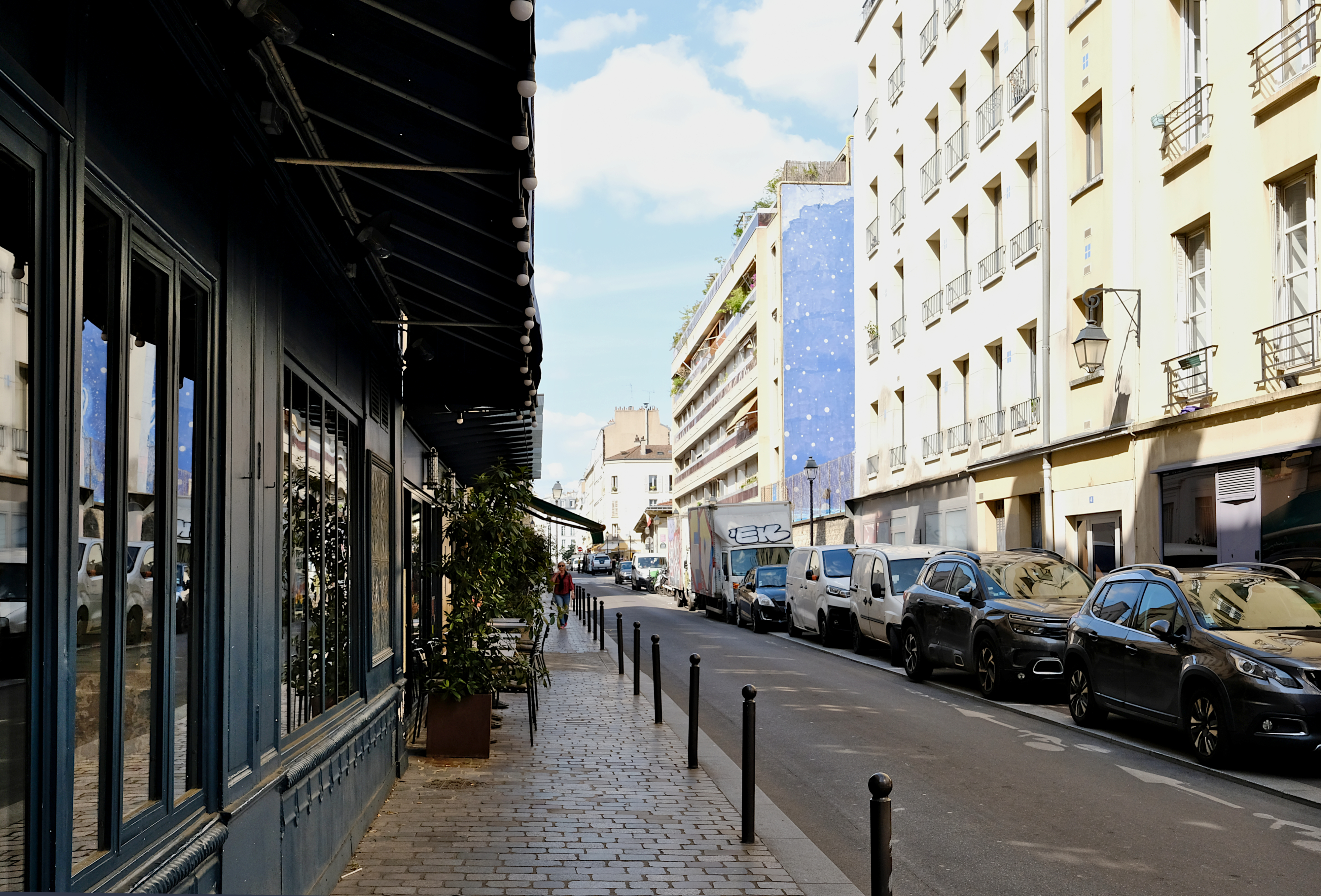
Depuis la rue de Charenton.

Les stations de métro les plus proches sont Ledru-Rollin (ligne 8), 150 m à l'ouest sur la rue du Faubourg-Saint-Antoine, et Faidherbe - Chaligny (ligne 8 également), 300 m à l'est sur cette même rue. La gare de Lyon est accessible 800 m au sud.

## Origine du nom
Elle porte le nom de Jules-François de Cotte (1721-1810), président du Grand Conseil sous le règne de Louis XVI.

## Historique
La rue de Cotte est créée en 1778 sur les terrains de l'ancienne abbaye Saint-Antoine-des-Champs.
Le 28 août 1849, la rue de Cotte, alors limitée au marché Beauvau, est adjointe de la rue Trouvée, qui la prolonge jusqu'à la rue du Faubourg-Saint-Antoine.

## Bâtiments remarquables et lieux de mémoire
La rue de Cotte possède les sites particuliers suivants :
- no 3 : façade de l'ancien lavoir du marché Lenoir[1] ;
- no 10 bis : marché Beauvau.

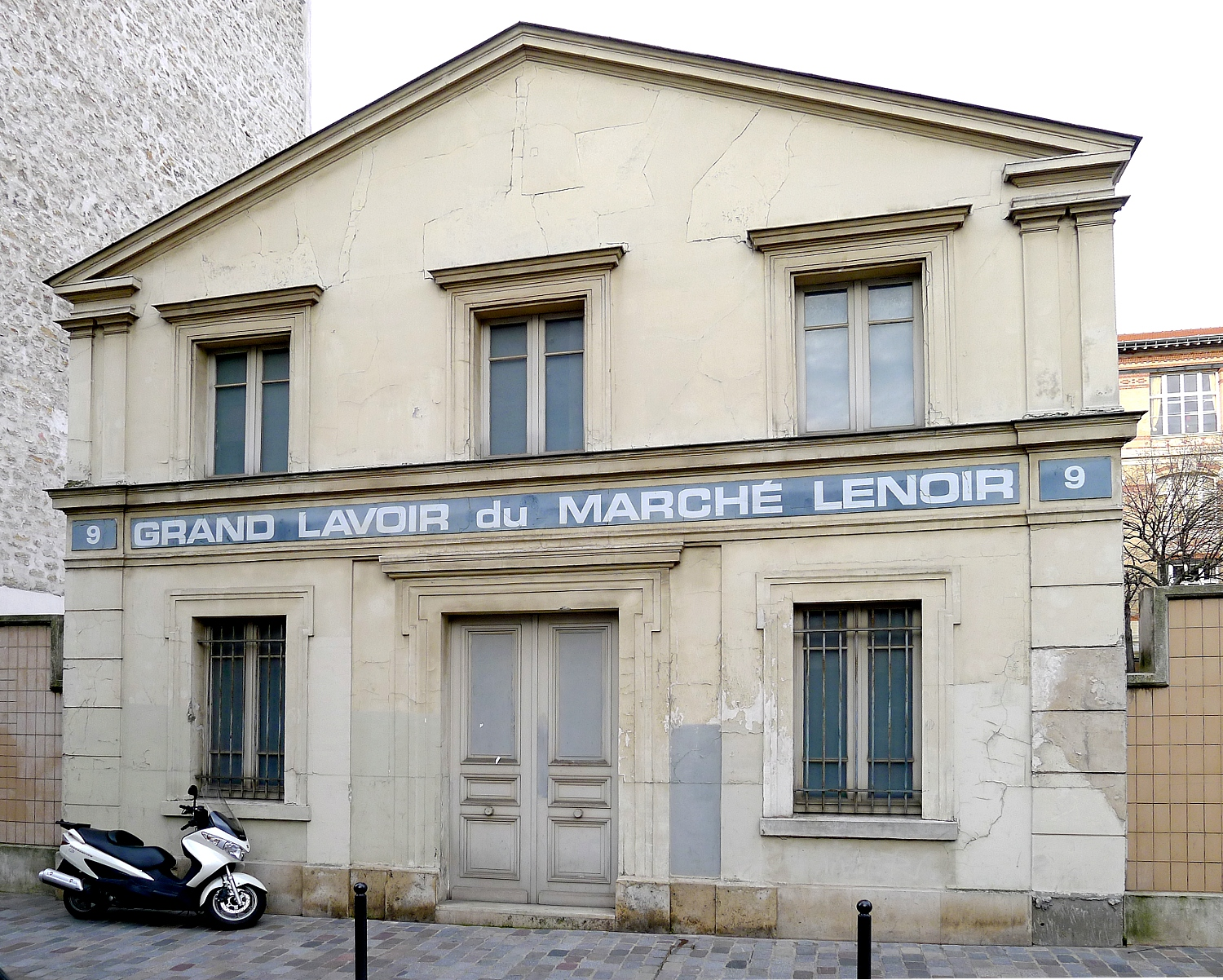
Lavoir du marché Lenoir.
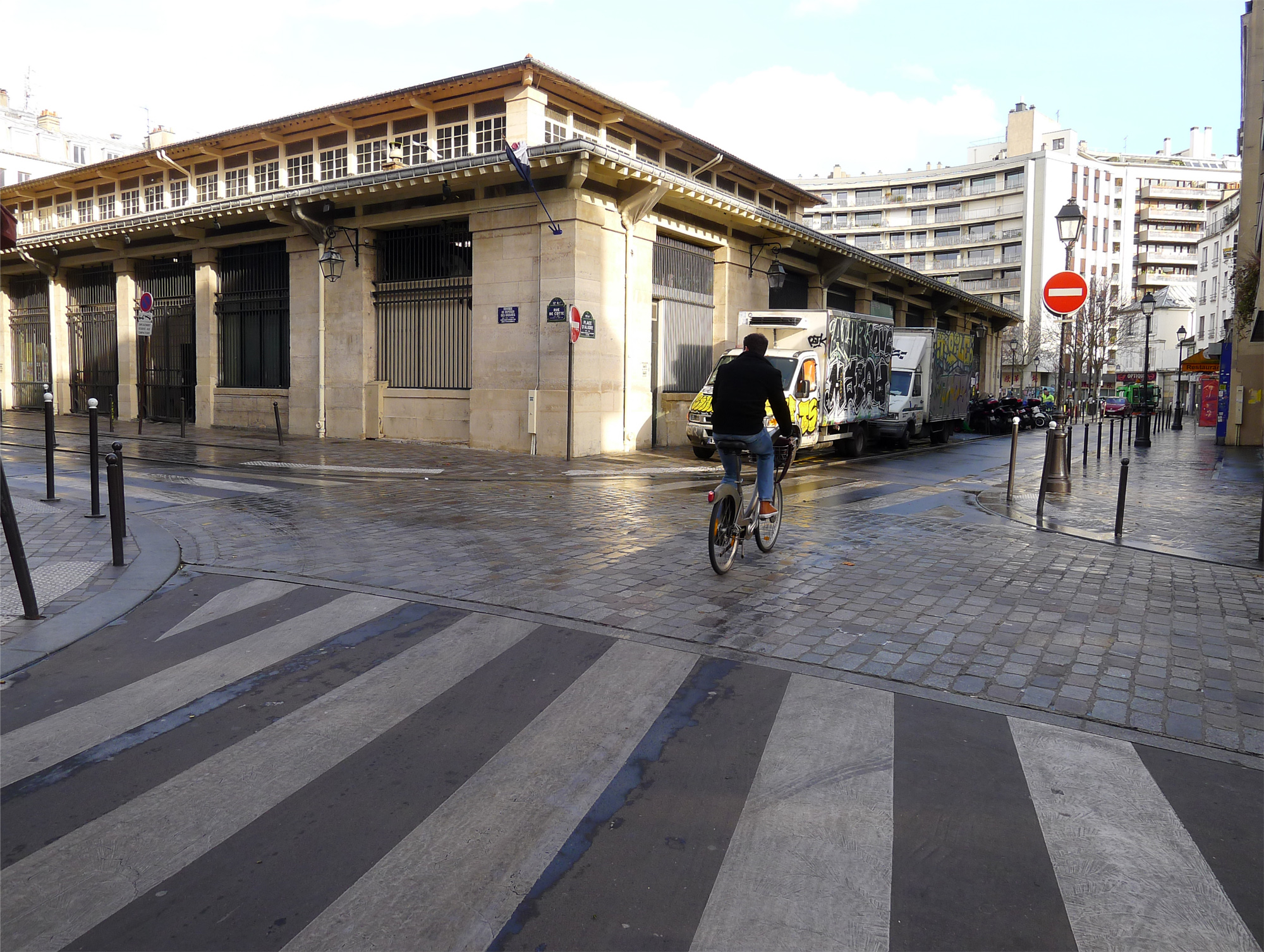
Marché Beauvau le long de la rue de Cotte.
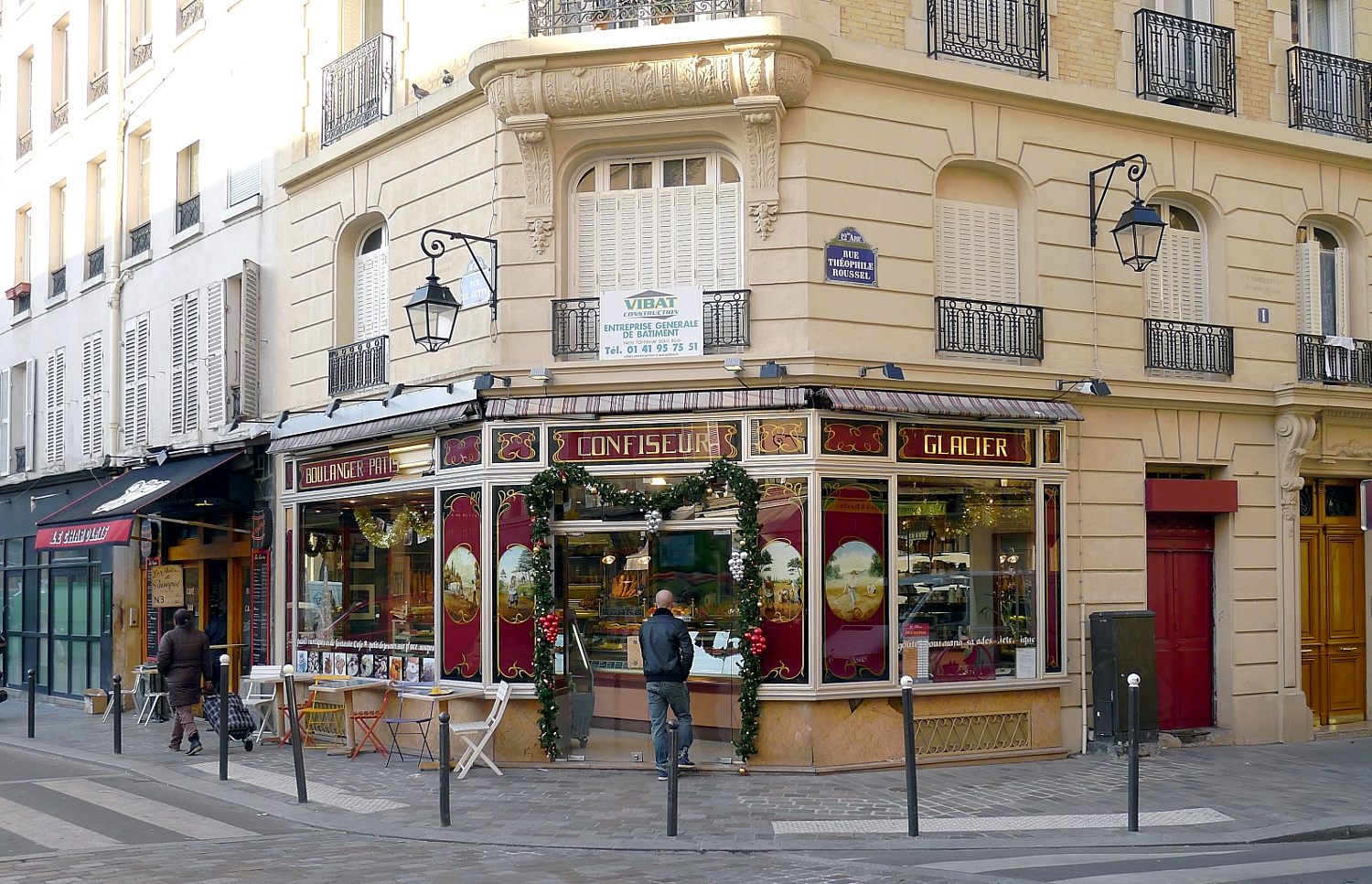
Façade Art nouveau au carrefour des rues de Cotte et Théophile-Roussel.
Fresque sur le mur d'un immeuble.